# موسیقی ملل
موسیقی ملل (انگلیسی: World music) اصطلاحی است که برای توصیف طیف گسترده‌ای از ژانرهای موسیقی که در کشورهای غربی، خصوصا در آمریکای شمالی و بریتانیا، رایج نیستند به کار می‌رود. این عبارت دربردارندهٔ سبک‌های گوناگونی از موسیقی جهان شامل انواع موسیقی‌های فولکلور، بومی، سنتی، نوسنت‌گرا و تلفیقی است.
اصطلاح «موسیقی ملل» در دهه ۱۹۶۰ توسط رابرت ادوارد براون، موسیقی‌شناس قومی، ایجاد شد و از دهه ۱۹۸۰ برای طبقه‌بندی و بازاریابی انواع موسیقی‌های محلی غیرغربی در رسانه‌ها و صنعت موسیقی به کار رفت و فراگیر شد. علی‌رغم این خاستگاه‌های تجاری، در اوایل دهه 1990 این اصطلاح در برخی کشورها به عنوان یک ژانر موسیقی تلقی شد قابل ذکر است که در قرن بیست و یکم برخی از مردم اصطلاح موسیقی ملل را به خاطر اشاره به غیر غربی بودن، توهین آمیز و نژادپرستانه یافتند، چندین موسسه این اصطلاح را با موسیقی گلوبال جایگزین کردند ولی هم اکنون رایج‌ترین اصطلاح در وصف این نوع موسیقی همان موسیقی جهانی یا موسیقی ملل است.